# Laura Donnelly
Laura Donnelly (Belfast, 24 de junio de 1982) es una actriz británica nacida en Irlanda del Norte.

## Primeros años
Donnelly asistió a la Rathmore Grammar School en Belfast, donde creció. Después, se trasladó a Glasgow para estudiar en la Royal Scottish Academy of Music and Drama.
Después de graduarse en 2004, tuvo una serie de papeles en el teatro en Irlanda y Escocia antes de trasladarse a Londres, donde comenzó su carrera en la televisión.

## Carrera
Hizo su debut en la pantalla en el año 2005 en el drama Sugar Rush. También es conocida por aparecer en Casualty, Hex y como el personaje principal en la película irlandesa Insatiable (2008). Luego protagonizó Hijo de su madre, un drama de la BBC sobre la vida del futbolista inglés George Best, interpretando a su hermana, Barbara.
En 2014 se unió al elenco recurrente de la primera temporada de la serie Outlander, donde interpretó a Jenny Fraser-Murray, la hermana de Jamie Fraser, interpretado por Sam Heughan.
En agosto de 2015 se anunció que Laura se había unido a la miniserie Beowulf. Luego apareció en las series Britannia y The Fall.
En 2018 obtuvo el galardón a la mejor actriz en los Premios Laurence Olivier por su papel en la obra teatral The Ferryman. En 2019 fue nominada como mejor actriz en los Premios Tony por la misma obra en su presentación en Broadway.
En 2021 protagonizó la serie de la HBO The Nevers, en el papel de Amalia True.
En 2022 protagonizó junto a Gael García Bernal el especial de televisión de Halloween Werewolf by Night, distribuido por la plataforma de streaming Disney+. En dicho especial, que forma parte del Universo cinematográfico de Marvel, interpreta a la cazadora de monstruos Elsa Bloodstone.

## Vida personal
Salió por más de ocho años con el músico Nathan Connolly, guitarrista del grupo escocés Snow Patrol.
Actualmente vive en Londres con su pareja, el guionista, director y autor teatral Jez Butterworth, y sus dos hijas.

## Filmografía

### Televisión
| Año        | Título            | Papel                    | Notas                                             |
| ---------- | ----------------- | ------------------------ | ------------------------------------------------- |
| 2024       | Say Nothing       | Helen McConville (mayor) | Miniserie; 3 episodios                            |
| 2022       | Werewolf by Night | Elsa Bloodstone          | Coprotagonista; especial de televisión de Disney+ |
| 2021-2023  | The Nevers        | Amalia True              | Protagonista                                      |
| 2018-2021  | Britannia         | Hella                    | 6 episodios                                       |
| 2014-2017  | Outlander         | Jenny Fraser             | 8 episodios                                       |
| 2016       | Beowulf           | Elvina                   | 12 episodios; miniserie                           |
| 2013       | The Fall          | Sarah Kay                | 3 episodios                                       |
| 2012       | Missing           | Violet Heath             | 10 episodios                                      |
| 2009, 2010 | Merlín            | Freya                    | 2 episodios                                       |
| 2010       | Comedy Lab        | Varios personajes        | Episodio: "iCandy"                                |
| 2009       | Occupation        | Katy Hibbs               | 2 episodios                                       |
| 2007       | Rough Diamond     | Aoife                    | Episodio #1.3                                     |
| 2006       | The Bill          | Jody Macmillan           | Episodio #433                                     |
| 2005       | Hex               | Maya Robertson           | 4 episodios                                       |
| 2005       | Casualty          | Fleur Butler             | 7 episodios                                       |
| 2005       | Sugar Rush        | Beth                     | 2 episodios                                       |

### Cine
| Año  | Título             | Papel         | Notas        |
| ---- | ------------------ | ------------- | ------------ |
| 2008 | Insatiable         | Rachel        | Protagonista |
| 2009 | Dread              | Abby          |              |
| 2009 | Right Hand Drive   | Ashley        |              |
| 2013 | Hello Carter       | Tara          |              |
| 2014 | Heart of Lightness | Ellida        |              |
| 2015 | The Program        | Emma O'Reilly |              |
| 2019 | Tolkien            | Mabel Tolkien |              |

### Teatro
| Año  | Título                          | Papel          | Director         | Teatro                                        | Notas                 |
| ---- | ------------------------------- | -------------- | ---------------- | --------------------------------------------- | --------------------- |
| 2018 | The Ferryman                    | Caitlin Carney | Sam Mendes       | Teatro Bernard B. Jacobs, Broadway            | -                     |
| 2017 | The Ferryman                    | Caitlin Carney | Sam Mendes       | Royal Court Theatre / Teatro Gielgud, Londres | -                     |
| 2015 | The Wasp                        | Heather        | Tom Attenborough | Estudios Trafalgar, Londres                   | Junto a MyAnna Buring |
| -    | The River                       | Otra mujer     | Ian Rickson      | Circle in the Square, Broadway                | Junto a Hugh Jackman  |
| -    | Tutto benne Mamma?              | La mujer       | Ewan Marshall    | The Print Room, Londres                       | -                     |
| 2015 | The River                       | Otra mujer     | Ian Rickson      | Royal Court Theatre, Londres                  | Junto a Hugh Jackman  |
| -    | Philadelphia Here I Come!       | Katie Doogan   | Lyndsey Turner   | Donmar Warehouse, Londres                     | -                     |
| -    | Judgement Day                   | Anna           | James McDonald   | Almeida Theatre, Londres                      | -                     |
| -    | Romeo y Julieta                 | Julieta        | Timothy Sheader  | Regent's Park Open Air Theatre, Londres       | -                     |
| -    | El sueño de una noche de verano | Hermia         | Dominic Leclerc  | Regent's Park Open Air Theatre, Londres       | -                     |
| -    | Dancing at Lughnasa             | Chrissie       | Mick Gordon      | Teatro Lírico de Belfast, Belfast             | -                     |
| -    | A Boston Marriage               | Catherine      | -                | B*Spoke/Project Theatre Dublin, Dublín        | -                     |